# Lituanie au Concours Eurovision de la chanson 2022
La Lituanie est l'un des quarante pays participants du Concours Eurovision de la chanson 2022, qui se déroule à Turin en Italie. Le pays est représenté par la chanteuse Monika Liu et sa chanson  Sentimentai, sélectionnées via l'émission Pabandom iš Naujo! 2022. Le pays se classe 14e avec 128 points lors de la finale.

## Sélection
Le diffuseur lituanien LRT confirme sa participation  à l'Eurovision 2022 le 16 août 2021. Le diffuseur indique également reconduire le format de sélection Pabandom iš Naujo! pour l'année 2022.

### Format
La sélection prend la forme de trois auditions, de deux demi-finales et d'une finale. Lors de chaque audition, entre onze et treize artistes sont en compétition pour une des six places en demi-finale. Lors de chaque demi-finale, neuf artistes concourent pour quatre place en finale. La finale est donc composée de huit participants.  
Lors de chaque émission, un jury et le télévote lituanien déterminent les qualifiés ou le gagnant, en attribuant 12, 10, puis de 8 à 1 points aux chansons. En cas d'égalité, c'est le nombre de points reçu par le jury qui tranche.

### Chansons
Le 7 décembre 2021, les artistes en compétition sont révélés. Les titres des chansons sont révélés le lendemain. Alekas et Monika Linkytė se retirent de la compétition le 11 janvier 2022, pour des raisons personnelles et pour maladie respectivement.
| Participants                               | Participants              | Participants                                                                 |
| Artiste                                    | Chanson                   | Compositeurs                                                                 |
| ------------------------------------------ | ------------------------- | ---------------------------------------------------------------------------- |
| Aldegunda                                  | Holiday                   | Gailė Asačiovaitė-Main                                                       |
| Alekas                                     | Out of Mind               | Aaron Sibley                                                                 |
| Augustė Vedrickaitė                        | Before You're 6ft Under   | Augustė Vedrickaitė, Paulius Vaicekauskas, Robertas Semeniukas               |
| Basas Pegasas                              | Ponai                     | Rokas Smilingis, Marius Repšys                                               |
| Clockwork Creep                            | Grow                      | Paulius Mscichauskas                                                         |
| Cosmic Bride                               | The Devil Lives in Spain  | Natalia Kharetskaya, Bruno Vogel                                             |
| Elonas Pokanevič                           | Someday                   | Elonas Pokanevič, Edvardas Mikulis, Rokas Arciševskij                        |
| Emilija Valiukevičiūtė                     | Overload                  | Aurimas Galvelis, Justas Kulikauskas, Emilija Valiukevičiūtė                 |
| Emilijana                                  | Illuminate                | Emilija Katauskaitė, Stoyan Stoyanov, Paul Bester                            |
| Erica Jennings                             | Back to Myself            | Erica Jennings, Stephen Sims, Deividas Jaroška, Rick Blaskey, Victor Diawara |
| Gabrea                                     | Make It Real              | Aurimas Galvelis, Justas Kulikauskas                                         |
| Gabrielė Goštautaitė                       | Over                      | Gabrielė Goštautaitė, Robertas Semeniukas                                    |
| Gebrasy                                    | Into Your Arms            | Audrius Petrauskas, Faustas Venckus                                          |
| Geleibra                                   | Aš jaučiu tave            | Evaldas Mikalauskas, Gabrielė Urbonaitė, Justinas Chachlauskas               |
| Gintarė Korsakaitė                         | Fantasy Eyes              | Faustas Venckus, Gintarė Korsakaitė, Elena Jurgaitytė, Audrius Petrauskas    |
| Ieva Zasimauskaitė                         | I'll Be There             | Ieva Zasimauskaitė, Martin Hausner                                           |
| Joseph June                                | Deadly                    | Vytautas Gumbelevičius                                                       |
| Justė Kraujelytė                           | How to Get My Life Back   | Justė Kraujelytė, Kasparas Meginis, Edgaras Žaltauskas                       |
| Justin 3 feat. Nanaart                     | Something That Is Natural | Justinas Stanislovaitis, Liucija Nanartaviciute                              |
| Lolita Zero                                | Not Your Mother           | Gytis Ivanauskas, Vitas Vaičiulis                                            |
| Mary Mo                                    | Get Up                    | Marija Monika Dičiūnė, Tomas Dičiūnas, Paulius Vaicekauskas                  |
| Mėnulio Fazė                               | Give Me a Sign            | Vladas Chockevičius                                                          |
| Monika Linkytė                             | See You Again             | Monika Linkytė, Vitalij Puzyriov                                             |
| Monika Liu                                 | Sentimentai               | Monika Liubinaitė                                                            |
| Moosu X                                    | Love That Hurts           | Justas Kulikauskas, Aurimas Galvelis                                         |
| Queens of Roses                            | Washing Machine           | Michael James Down, Will Taylor, Primož Poglajen, Natalie Palmer             |
| Rūta Loop                                  | Call Me from the Cold     | Edgaras Žaltauskas, Kasparas Meginis, Rūta Žibaitytė                         |
| Sun Francisco                              | Dream Again               | Giedrė Ivanova, Maksim Ivanov, Snorre Bergerud                               |
| Titas and Benas                            | Getting Through This      | Audrius Petrauskas, Faustas Venckus                                          |
| Urtė Šilagalytė                            | Running Chords            | Urtė Šilagalytė, Justas Kulikauskas, Aurimas Galvelis                        |
| Vasha                                      | Nepaleidi                 | Vasha, Viktoras Olechnovičius                                                |
| Viktorija Faith                            | Walk Through the Water    | Charlie Akin, Viktorija Faith                                                |
| Viktorija Kajokaitė                        | Piece of Universe         | Viktorija Kajokaitė                                                          |
| Vilija                                     | 101                       | Vilija Matačiūnaitė, Leonas Somovas                                          |
| Voldemars Petersons and the Break Hearters | Up                        | Voldemars Petersons                                                          |
| Živilė Gedvilaitė                          | Lioness                   | Ylva Persson, Linda Persson, Charlie Mason, John Matthews, Paulius Jasiūnas  |

### Émissions
- Qualifiés

#### Auditions

##### Première audition
Le groupe Basas Pegasas devait à l'origine participer à cette audition, mais en est empêché par des problèmes de santé. Le groupe appara^t finalement lors de la troisième audition. Le jury est composé de Ramūnas Zilnys (critique musical), Ieva Narkutė (chanteuse), Gerūta Griniūtė (présentatrice), Vytautas Bikus (compositeur) et de Vaidotas Valiukevičius (membre de The Roop, représentants du pays en 2020 et 2021).
| Ordre | Artiste                                    | Chanson                 | Jury | Télévote | Télévote | Total | Place |
| Ordre | Artiste                                    | Chanson                 | Jury | Voix     | Points   | Total | Place |
| ----- | ------------------------------------------ | ----------------------- | ---- | -------- | -------- | ----- | ----- |
| 1     | Augustė Vedrickaitė                        | Before You're 6ft Under | 12   | 317      | 4        | 16    | 2     |
| 2     | Gabrielė Goštautaitė                       | Over                    | 2    | 138      | 1        | 3     | 11    |
| 3     | Voldemars Petersons and the Break Hearters | UP                      | 1    | 328      | 5        | 6     | 8     |
| 4     | Joseph June                                | Deadly                  | 8    | 363      | 7        | 15    | 4     |
| 5     | Aldegunda                                  | Holiday                 | 3    | 231      | 2        | 5     | 10    |
| 6     | Viktorija Faith                            | Walk Through the Water  | 5    | 92       | 0        | 5     | 9     |
| 7     | Elonas Pokanevič                           | Someday                 | 1    | 477      | 10       | 11    | 6     |
| 8     | Sun Francisco                              | Dream Again             | 6    | 257      | 3        | 9     | 7     |
| 9     | Urtė Šilagalytė                            | Running Chords          | 4    | 824      | 12       | 16    | 3     |
| 10    | Mary Mo                                    | Get Up                  | 7    | 400      | 8        | 15    | 5     |
| 11    | Erica Jennings                             | Back to Myself          | 12   | 338      | 6        | 18    | 1     |

##### Deuxième audition
| Ordre | Artiste                | Chanson                   | Jury | Télévote | Télévote | Total | Place |
| Ordre | Artiste                | Chanson                   | Jury | Voix     | Points   | Total | Place |
| ----- | ---------------------- | ------------------------- | ---- | -------- | -------- | ----- | ----- |
| 1     | Clockwork Creep        | Grow                      | 4    | 359      | 5        | 9     | 7     |
| 2     | Justė Kraujelytė       | How to Get My Life Back   | 8    | 691      | 10       | 18    | 2     |
| 3     | Gabrea                 | Make It Real              | 4    | 283      | 2        | 6     | 9     |
| 4     | Titas ir Benas         | Getting Through This      | 10   | 291      | 3        | 13    | 3     |
| 5     | Cosmic Bride           | The Devil Lives in Spain  | 2    | 93       | 0        | 2     | 11    |
| 6     | Viktorija Kajokaitė    | Piece of Universe         | 0    | 332      | 4        | 4     | 10    |
| 7     | Emilija Katauskaitė    | Illuminate                | 1    | 748      | 12       | 13    | 6     |
| 8     | Justin 3 feat. Nanaart | Something That Is Natural | 6    | 258      | 1        | 7     | 8     |
| 9     | Ieva Zasimauskaitė     | I'll Be There             | 12   | 554      | 8        | 20    | 1     |
| 10    | Moosu X                | Love that Hurts           | 6    | 433      | 7        | 13    | 5     |
| 11    | Queens of Roses        | Washing Machine           | 7    | 423      | 6        | 13    | 4     |

##### Troisième audition
| Ordre | Artiste                | Chanson               | Jury | Télévote | Télévote | Total | Place |
| Ordre | Artiste                | Chanson               | Jury | Voix     | Points   | Total | Place |
| ----- | ---------------------- | --------------------- | ---- | -------- | -------- | ----- | ----- |
| 1     | Basas Pegasas          | Ponai                 | 4    | 217      | 2        | 6     | 7     |
| 2     | Rūta Loop              | Call Me from the Cold | 8    | 586      | 8        | 16    | 2     |
| 3     | Vasha                  | Nepaleidi             | 3    | 222      | 3        | 6     | 8     |
| 4     | Geleibra               | Aš jaučiu tave        | 2    | 216      | 1        | 3     | 11    |
| 5     | Vilija                 | 101                   | 10   | 183      | 0        | 10    | 6     |
| 6     | Emilija Valiukevičiūtė | Overload              | 0    | 70       | 0        | 0     | 12    |
| 7     | Gintarė Korsakaitė     | Fantasy Eyes          | 5    | 497      | 6        | 11    | 5     |
| 8     | Živilė Gedvilaitė      | Lioness               | 0    | 253      | 4        | 4     | 10    |
| 9     | Monika Liu             | Sentimentai           | 12   | 2 124    | 12       | 24    | 1     |
| 10    | Gebrasy                | Into Your Arms        | 7    | 576      | 7        | 14    | 4     |
| 11    | Mėnulio Fazė           | Give Me a Sign        | 1    | 349      | 5        | 6     | 9     |
| 12    | Lolita Zero            | Not Your Mother       | 6    | 1 074    | 10       | 16    | 3     |

#### Demi-finales
- Qualifiés

##### Première demi-finale
| Ordre | Artiste            | Chanson                 | Jury | Télévote | Télévote | Total | Place |
| Ordre | Artiste            | Chanson                 | Jury | Voix     | Points   | Total | Place |
| ----- | ------------------ | ----------------------- | ---- | -------- | -------- | ----- | ----- |
| 1     | Queens of Roses    | Washing Machine         | 4    | 648      | 7        | 11    | 4     |
| 2     | Elonas Pokanevič   | Someday                 | 3    | 377      | 2        | 5     | 9     |
| 3     | Emilijana          | Illuminate              | 3    | 573      | 6        | 9     | 8     |
| 4     | Joseph June        | Deadly                  | 7    | 378      | 3        | 10    | 5     |
| 5     | Erica Jennings     | Back to Myself          | 6    | 474      | 4        | 10    | 6     |
| 6     | Justė Kraujelytė   | How to Get My Life Back | 12   | 799      | 10       | 22    | 1     |
| 7     | Gebrasy            | Into Your Arms          | 10   | 751      | 8        | 18    | 3     |
| 8     | Gintarė Korsakaitė | Fantasy Eyes            | 5    | 511      | 5        | 10    | 7     |
| 9     | Lolita Zero        | Not Your Mother         | 8    | 2 281    | 12       | 20    | 2     |

##### Deuxième demi-finale
| Ordre | Artiste             | Chanson                 | Jury | Télévote | Télévote | Total | Place |
| Ordre | Artiste             | Chanson                 | Jury | Voix     | Points   | Total | Place |
| ----- | ------------------- | ----------------------- | ---- | -------- | -------- | ----- | ----- |
| 1     | Mary Mo             | Get Up                  | 4    | 301      | 2        | 6     | 9     |
| 2     | Vilija              | 101                     | 6    | 303      | 3        | 9     | 6     |
| 3     | Urtė Šilagalytė     | Running Chords          | 2    | 1 165    | 10       | 12    | 5     |
| 4     | Ieva Zasimauskaitė  | I'll Be There           | 8    | 481      | 5        | 13    | 4     |
| 5     | Augustė Vedrickaitė | Before You're 6ft Under | 10   | 934      | 8        | 18    | 2     |
| 6     | Rūta Loop           | Call Me from the Cold   | 8    | 878      | 7        | 15    | 3     |
| 7     | Titas and Benas     | Getting Through This    | 5    | 310      | 4        | 9     | 7     |
| 8     | Monika Liu          | Sentimentai             | 12   | 3 965    | 12       | 24    | 1     |
| 9     | Moosu X             | Love That Hurts         | 3    | 637      | 6        | 9     | 8     |

#### Finale
- Vainqueur

| Ordre | Artiste             | Chanson                 | Jury | Télévote | Télévote | Total | Place |
| Ordre | Artiste             | Chanson                 | Jury | Voix     | Points   | Total | Place |
| ----- | ------------------- | ----------------------- | ---- | -------- | -------- | ----- | ----- |
| 1     | Lolita Zero         | Not Your Mother         | 8    | 20 929   | 10       | 18    | 3     |
| 2     | Ieva Zasimauskaitė  | I'll Be There           | 4    | 729      | 3        | 7     | 7     |
| 3     | Rūta Loop           | Call Me from the Cold   | 7    | 1 830    | 7        | 14    | 4     |
| 4     | Gebrasy             | Into Your Arms          | 6    | 1,404    | 6        | 12    | 5     |
| 5     | Justė Kraujelytė    | How to Get My Life Back | 5    | 1 164    | 5        | 10    | 6     |
| 6     | Queens of Roses     | Washing Machine         | 3    | 1 108    | 4        | 7     | 8     |
| 7     | Monika Liu          | Sentimentai             | 12   | 23 604   | 12       | 24    | 1     |
| 8     | Augustė Vedrickaitė | Before You're 6ft Under | 10   | 4 147    | 8        | 18    | 2     |

La finale se conclut par la victoire de Monika Liu avec sa chanson Sentimentai qui représenteront donc la Lituanie à l'Eurovision 2022.

## À l'Eurovision
La Lituanie participe à la première demi-finale, le 10 mai 2022. Elle s'y classe 7e avec 159 points, se qualifiant donc pour la finale. Lors de celle-ci, elle termine à la 14e place avec 128 points.